# Michel Camilo
Michel Camilo (Santo Domingo, 4 de abril de 1954) é um pianista de jazz e compositor nascido na República Dominicana.

## Discografia
- 1984 - French Toast (com French Toast)
- 1985 - Why Not?
- 1986 - Suntan/In Trio
- 1988 - Michel Camilo
- 1989 - On Fire
- 1990 - On The Other Hand
- 1991 - Amo Tu Cama Rica (Soundtrack)
- 1993 - Rendezvous
- 1994 - One More Once
- 1996 - Two Much (Soundtrack)
- 1997 - Hands of Rhythm (com Giovanni Hidalgo)
- 1997 - Thru My Eyes
- 2000 - Spain
- 2001 - Calle 54 (Soundtrack)
- 2002 - Piano Concerto, Suite & Caribe
- 2002 - Triangulo
- 2003 - Live at the Blue Note
- 2005 - Solo
- 2006 - Rhapsody In Blue
- 2006 - Spain Again